# Sean McAslan
Sean McAslan (født 12. januar 1980) er en canadisk ishockeyspiller, der forud for sæsonen 08/09 skiftede til Rødovre Mighty Bulls i den bedste danske række.

## Karriere

### Tidlig karriere
McAslan startede sin karriere i Calgary for Calgary Hitmen i Western Hockey League (WHL), hvor han spillede i fem sæsoner mellem 1996 og 2001. I 2001 flyttede han til ECHL, hvor han spillede for Columbus Cottonmouths med en kort afstikker til American Hockey League (AHL), hvor han spillede for Hamilton Bulldogs.

### AHL og ECHL-karriere
I 2003/04 og 04/05-sæsonerne spillede McAslan i AHL for Toronto Roadrunners og Edmonton Roadrunners. Derefter flyttede han til Long Beach Ice Dogs i ECHL, hvor han scorede 28 mål og lavede 28 assists for 56 point i alt, mens han spenderede 106 minutter i straffeboksen. Han havde igen en afstikker til AHL for Milwaukee Admirals, hvor han spillede to hele sæsoner og 14 playoff-kampe.

### EIHL-karriere
I 2006 underskrev McAslan en kontrakt med Nottingham Panthers fra EIHL-ligaen, hvor han lavede 44 mål og 22 assists. Han fandt også vej til ligaens sekundære all-star hold. Sæsonen 07/08 blev også spillet for Nottingham Panthers, og han blev gjort til kaptajn af træneren Mike Ellis under optakten til sæsonen i Frankrig, hvor holdet vandt Epinal-turneringen. Senere i sæsonen kunne McAslan løfte Elite League's Challenge Cup som vinder af ligaen foran ærkerivalerne, Sheffield Steelers.